# Charles Pickering
Charles Pickering (Condado de Susquehanna, Pensilvania; 1805-Boston, Massachusetts; 1878) fue un explorador, naturalista y médico estadounidense.

## Biografía
Nieto del secretario de Estado Timothy Pickering, se graduó en la Universidad de Harvard y la Escuela de Medicina Harvard. Practicó la medicina en Filadelfia y entre 1838 y 1845 acompañó como naturalista la expedición Wilkes en el Pacífico y otros viajes a la India y a África Oriental.
Escribió las obras The races of man and their geographical distribution (1848), Geographical distribution of animals and man (1854), Geographical distribution of plants (1861) y Chronological History of Plants (1879).